# Провоторина, Валентина Егоровна
Валентина Егоровна Провоторина (6 декабря 1937, Шеверняево, Тульская область — 2011) — оператор машинного доения племзавода «Санталово» Ясногорского района Тульской области. Герой Социалистического Труда (1990).

## Биография
Родилась в 1937 году в крестьянской семье в селе Шеверняево Тульской области. С 1953 года — доярка племенного завода «Санталово» Ясногорского района.
Указом № УП-718 Президента СССР Михаила Горбачёва «О присвоении звания Героя Социалистического Труда тов. Провоториной В. Е.» от 12 сентября 1990 года «за достижение высоких результатов в увеличении производства и продажи государству продукции животноводства на основе применения передовых методов организации труда и проявленную трудовую доблесть» удостоена звания Героя Социалистического Труда с вручением ордена Ленина и золотой медали «Серп и Молот».
Неоднократно участвовала во Всесоюзной выставке ВДНХ. Проработала в госплемзаводе «Санталово» дояркой более 35 лет.
Скончалась в 2011 году.

## Награды
- Герой Социалистического Труда
- Орден Ленина
- Орден Октябрьской Революции
- Орден Трудового Красного Знамени
- Золотая, серебряная и бронзовая медали ВДНХ
- Почётный гражданин Тульской области